# 레고 프렌즈
레고 프렌즈(Lego Friends)는 2012년 남자아이 전용 장난감이라는 인식이 강하게 잡혀있었던 레고에서 새로운 시장 개척을 위해 야심차게 내놓은 제품이다. 여자아이를 위한 라인업으로 구성되어 있다.

## 등장 인물
- 올리비아(Olivia)(성우: 여민정)
- 스테파니(Stephanie)(성우: 이용신)
- 미아(Mia)(성우: 정혜옥)
- 엠마(Emma)(성우: 김서영), (이현진(7화만))
- 안드레아(Andrea)(성우: 한신정)
- 마마(Mama)(성우: 안영미)
- 제이콥(Jacob)(성우: 오병조)
- 마틴(Martin)/헨리(Henry)/딕(Dic)/윙크(Wink)(성우: 신용우)
- 시장(성우: 이장원)
- 타냐(Tanya)(성우: 이소영, 문남숙(10화만))
- 케이트(Kate)(성우: 김새해)
- 에어하트(Air Heart)/나오미(Naomi)/알리시아(Alicia)(성우: 조현정)
- 스니블(Snibble)/미스터 후(Mr. Hoo)(성우: 김혜성)
- 노아(Noah)(성우: 김영선)
- 레이시(Lacey)(성우: 김현지)
- 앤드류(Andrew)(성우: 엄상현)
- 케인(Kane)(성우: 이상범)
- 메건(Megan)(성우: 문남숙)
- 조이(Joy)(성우: 여윤미, 조현정(11화만))
- 엘라(Ella)(성우: 방연지)

## 등장인물 (2023)
- 알리야(Aliya)(성우 : 박시윤)
- 오텀(Autumn)(성우 : 장예나)
- 레오(Leo)(성우 : 이경태)
- 자크(Zac) (성우 : 송기원)
- 리안(Liann)(성우 : 정혜옥)
- 올리(Olly)(성우 : 한신)
- 페이즐리(Paisley)(성우 : 박하진)
- 노바(Nova)(성우 : 천지선)

## 한국판 제작진
- 녹음: 박지혜
- 믹싱: 최옥순
- 종합편집: 김지선
- 번역: 김윤희
- 연출: 최방옥
- 기획: 레고코리아㈜
- 제작: M2 Entertainment(영국, 리부트 이전) → M2 Animation(태국, 2018년 리부트) → Wildrain Studios(2021년 리부트)

## 한국판 제작진 (2023)
- 녹음: IYUNO
- 마스터링 스튜디오 : IYUNO
- 감독: 전소라
- 번역: 김윤희
- 종합편집 : 박소리
- 연출:
- 기획: 레고코리아㈜
- 제작: Passion Paris → Wildrain Studios